# Norton Manx
Pour les articles homonymes, voir Norton et Manx.
La Norton Manx était une moto de course monocylindre quatre-temps de 350 cm3 et 500 cm3. Évolution d'un moteur simple arbre à cames en tête né en 1929, les dernières Norton Manx ont été vendues en 1963, l'usine ayant cessé son activité en janvier. À la suite de Colin Seeley qui produisit des Manx à partir des stocks de pièces existants, plusieurs entrepreneurs tels Andy Molnar ou les frères Summerfield ont repris la fabrication. L'aspect extérieur est inchangé mais la mécanique bénéficie évidemment des progrès de la technique de sorte que les Manx actuelles sont à la fois bien plus puissantes et plus robustes que les modèles originaux.

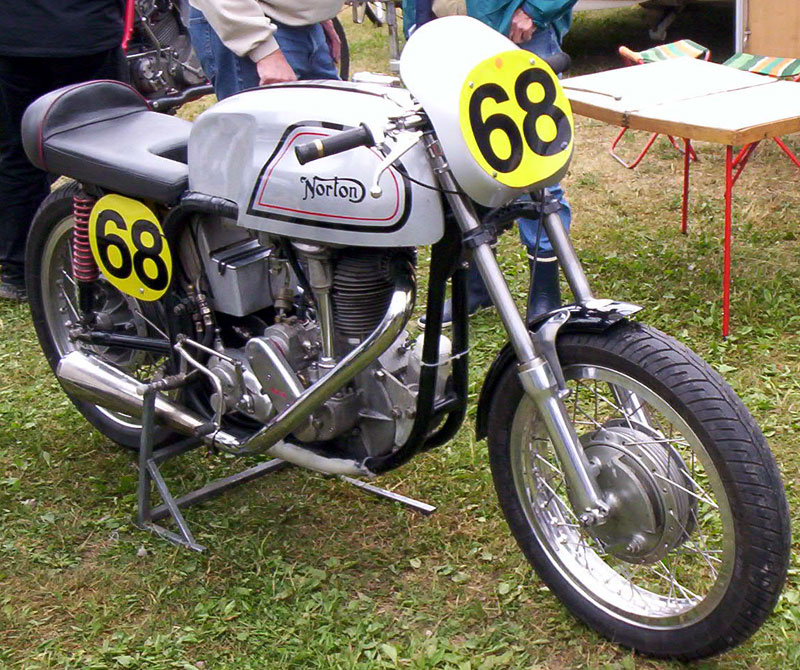
Norton International 500 de 1955
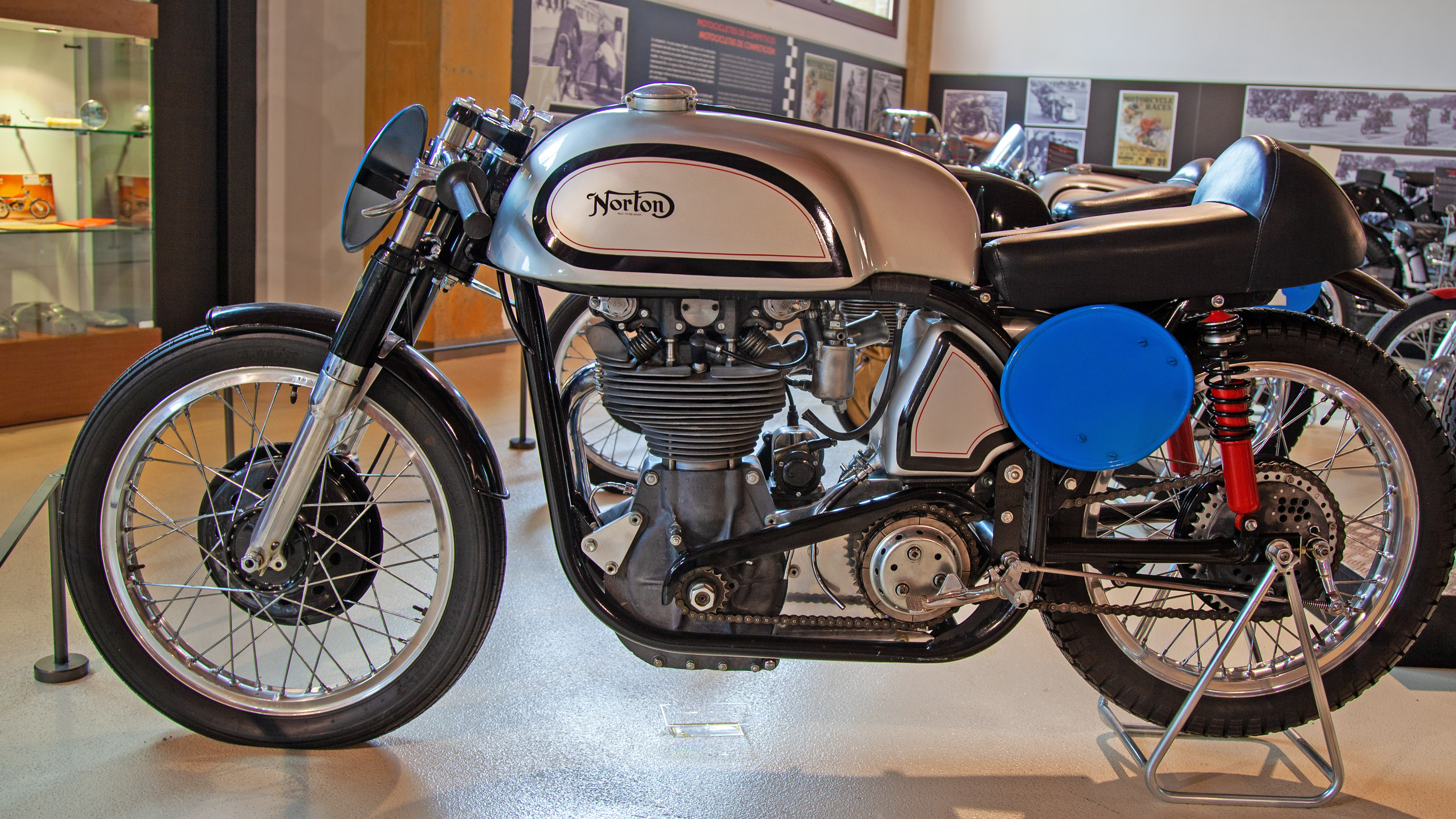
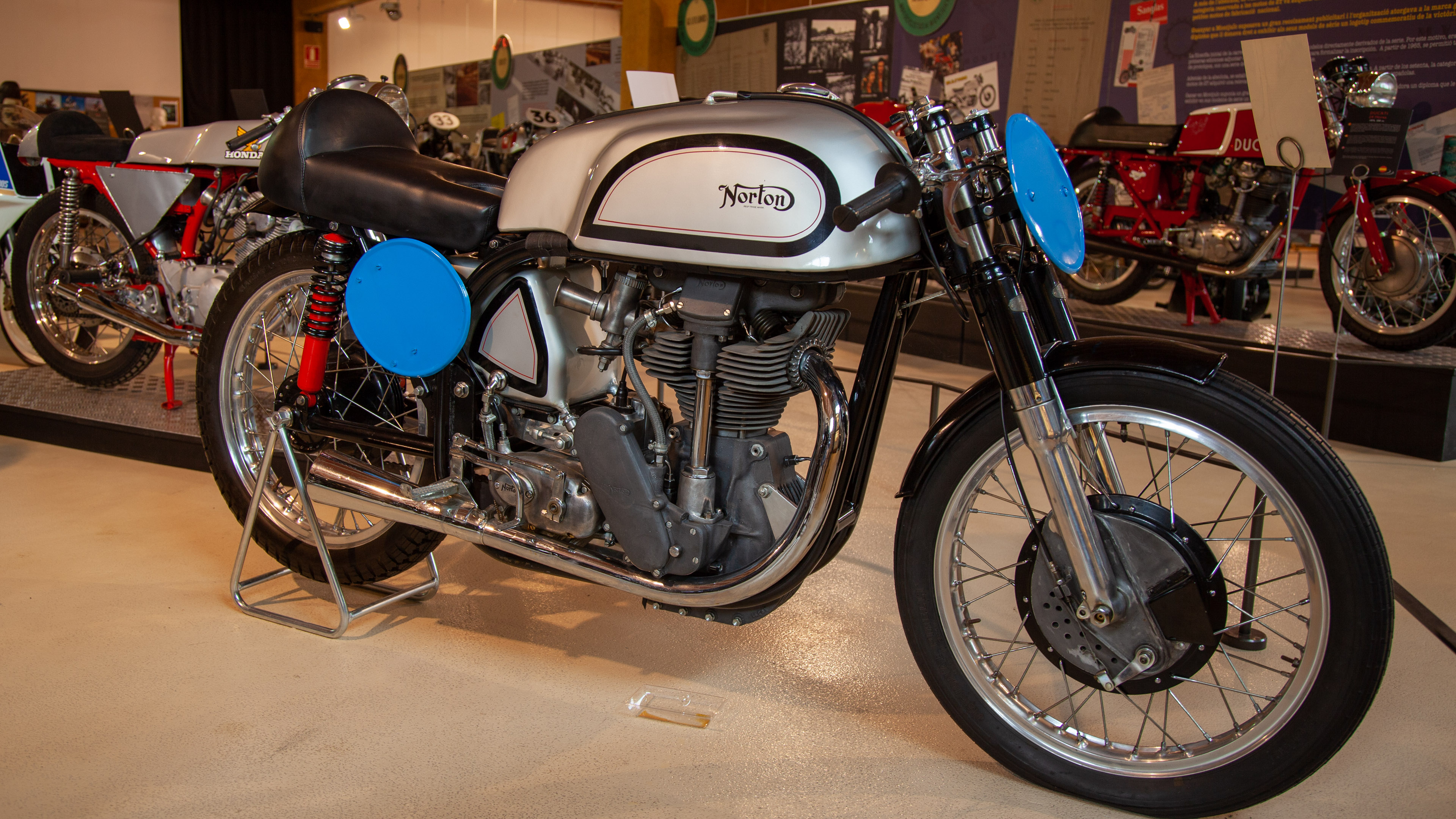
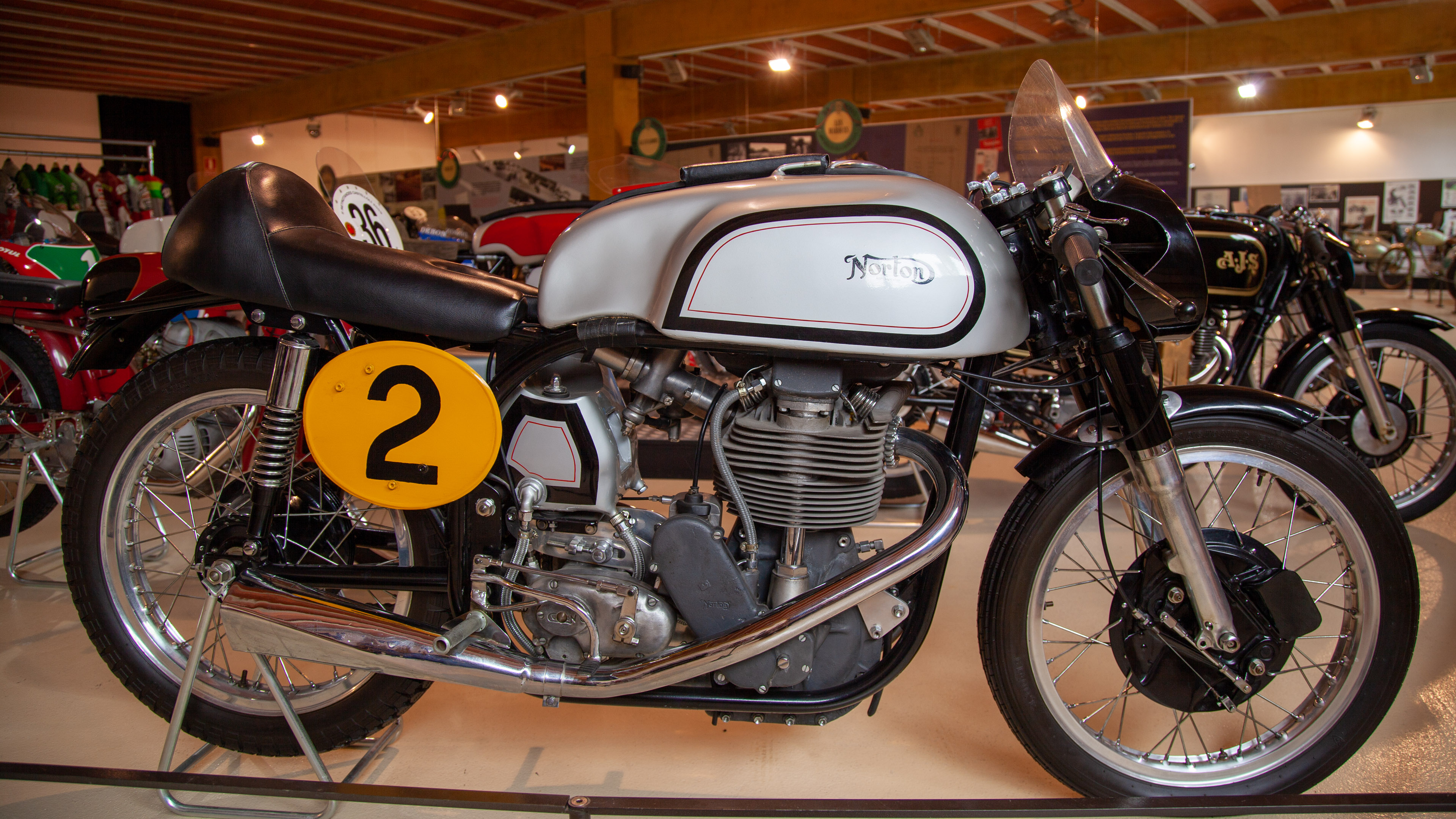

## Développement
Autrefois appelée "International Racing Model", la Norton fut surnommée "Manx" (gentilé de Man) à partir de 1936 à la suite des nombreux succès remportés au Tourist Trophy se déroulant sur l’île. Testée au TT 1936, la culasse à double arbre à cames en tête équipa les moteurs d'usine en 1937. Mises en sommeil pendant la Seconde Guerre mondiale, les Manx sont réapparues en 1946.
Le moteur monocylindre Manx se caractérisait par un système d'entraînement des arbres à cames très particulier, comportant un arbre vertical monté sur accouplement coniques et système d'engrenage spécial avec des  fixations permettant de décaler la distribution de façon très fine pour s'adapter aux différents types de circuits.
Le faible maître-couple du monocylindre, allié à un cadre très performant (cf. infra) permit à cette moto de rester compétitive face à des multicylindres italiens (Gilera, Moto-Guzzi ou encore M.V.) plus puissants. Ce fut pendant trois décennies l'arme de prédilection des pilotes privés face aux machines d'usine dans les catégories 350 et 500 cm3 des Grand prix de vitesse.
La Manx à cadre "Gardengate" à suspension arrière coulissante reçut la fourche télescopique amortie hydrauliquement, appelée "Roadholder". La modification décisive intervient en 1949 quand le coureur et ingénieur Rex McCandless élabore le prototype du cadre qui deviendra le Featherbed (en français, lit de plumes), sobriquet qui lui fut donné par le coureur Harold Daniell. Ce cadre réalisé en tubes minces Reynolds (acier au chrome-molybdène) brasés par le procédé spécial SIF est d'autant plus léger qu'il est dépourvu de goussets coulés ou forgés. Après une première course en avril 1950 à Blandford Camp, le pilote d'usine Geoff Duke battra les records au Senior TT (500 cm3) 1950 et les Manx Featherbed remporteront les première, deuxième, troisième et cinquième place. Sous le contrôle de Doug Hele à partir de 1959, le moteur de la Manx continuera d'évoluer : rapport course/alésage, rapport volumétrique, piston, bielle, arbre de commande de distribution, ailetage, etc. jusqu'à la fermeture de l'usine en janvier 1963. Après avoir épuisé les stocks de pièces rachetés à l'usine, des entrepreneurs tels que John Tickle, Andy Molnar, les frères Summerfield, se sont lancés dans la production intégrale de Manx très ressemblantes tout en bénéficiant de l'apport de la technique moderne.
Le champion britannique de side-car Eric Oliver fut quatre fois champion du monde de la spécialité sur des attelages à moteur Norton Manx.
Le coureur britannique Leslie Archer s'est illustré en motocross avec un moteur adapté, dérivé du Manx (l'usine fabriqua même un moteur spécial) installé dans une partie-cycle appropriée. Les Archer remporta le championnat d'Europe 500 (le championnat du monde n'existera qu'à partir de l'année suivante) en 1956.
L'usine a produit aussi la Norton Inter qui est en quelque sorte une "Manx pour la route" : son moteur, qui ressemble au Manx mais n'a qu'un arbre à cames en tête, prend place dans une partie-cycle Featherbed (mais faite de tubes classiques, non Reynolds) et l'ensemble est muni de tous les équipements "street legal" - éclairage, silencieux.
À lire : Mick Walker, Norton, the Racing Story.

## Course automobile

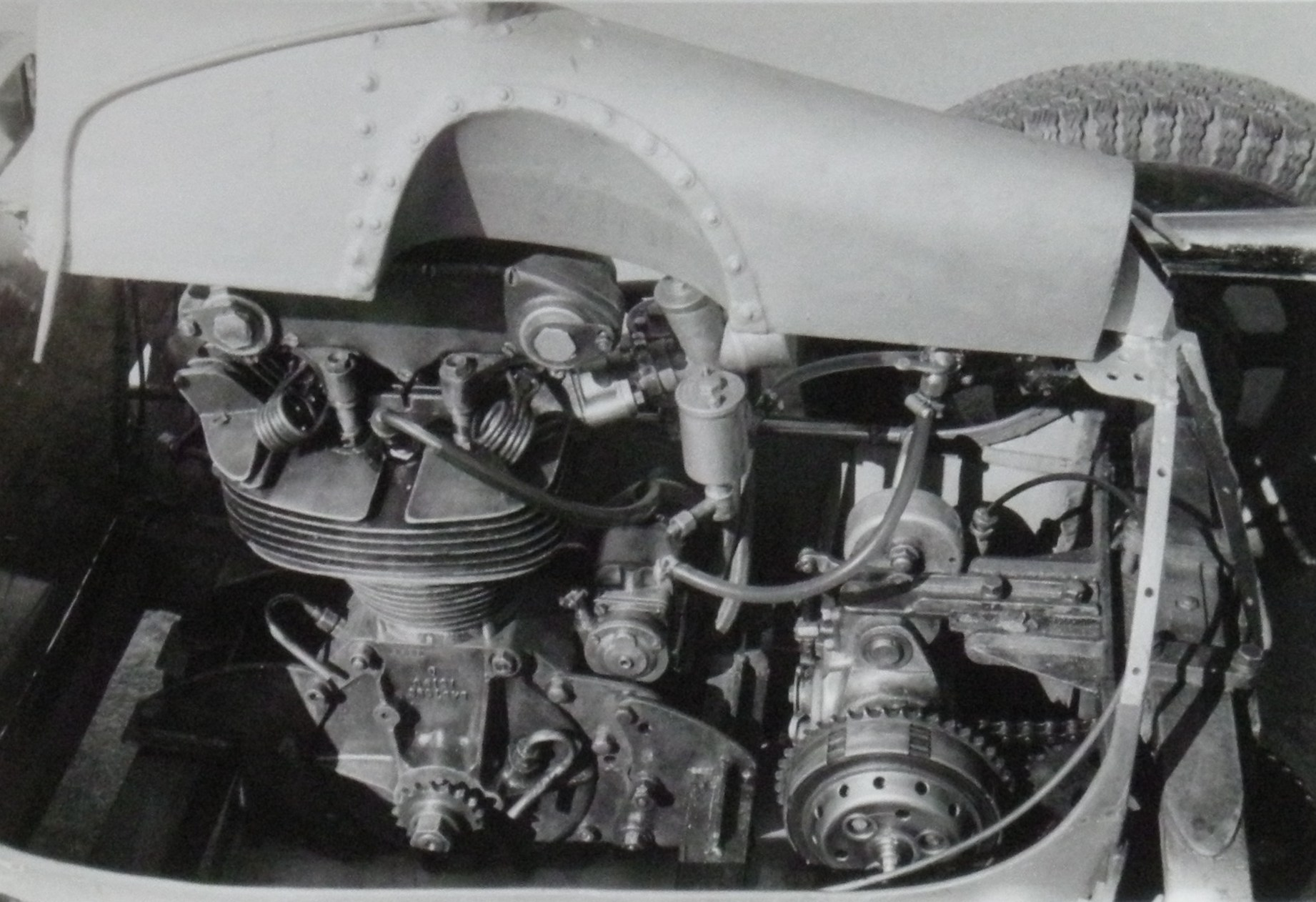
Moteur Manx dans une Cooper F3
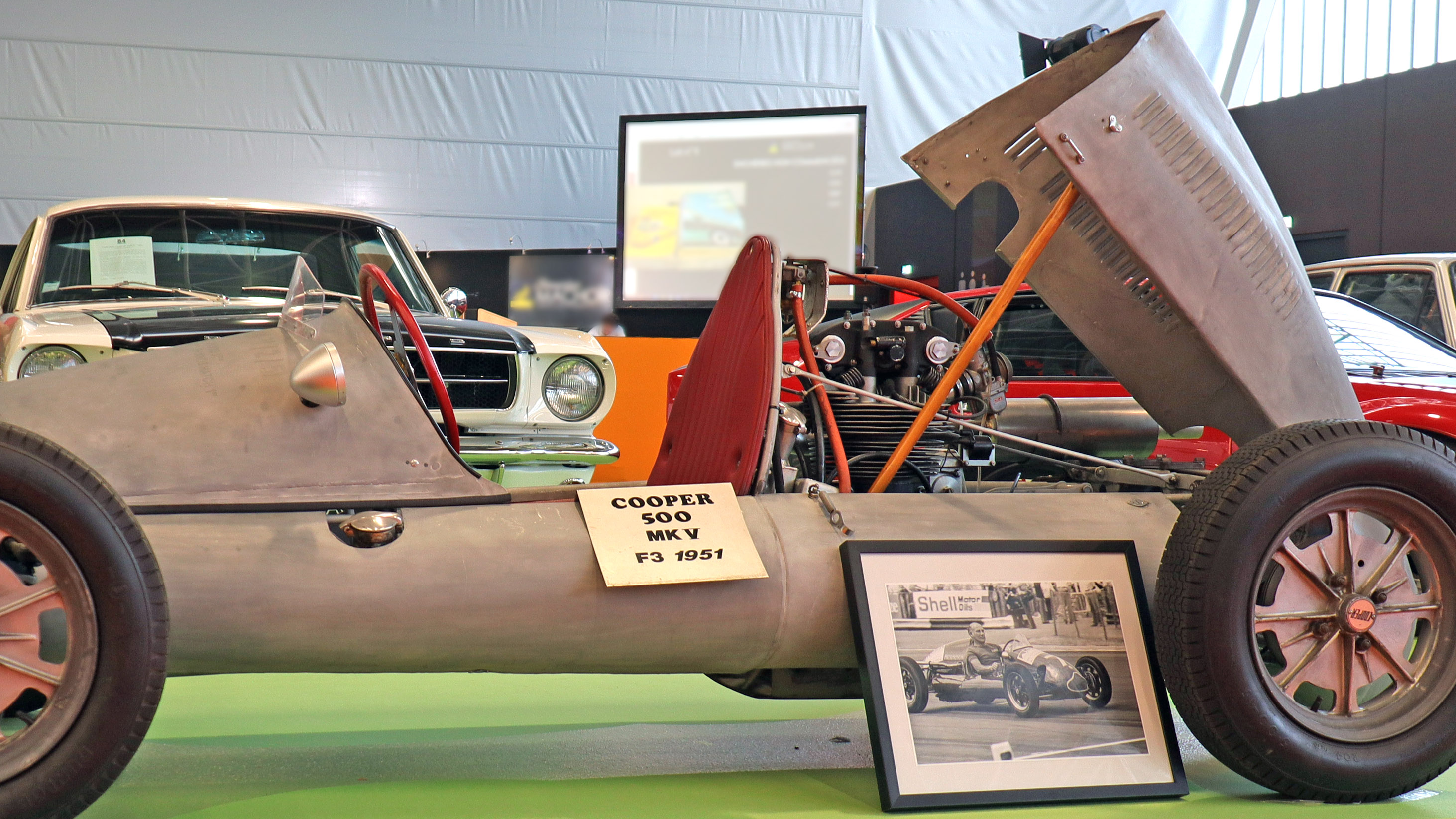
Cooper F3 1951
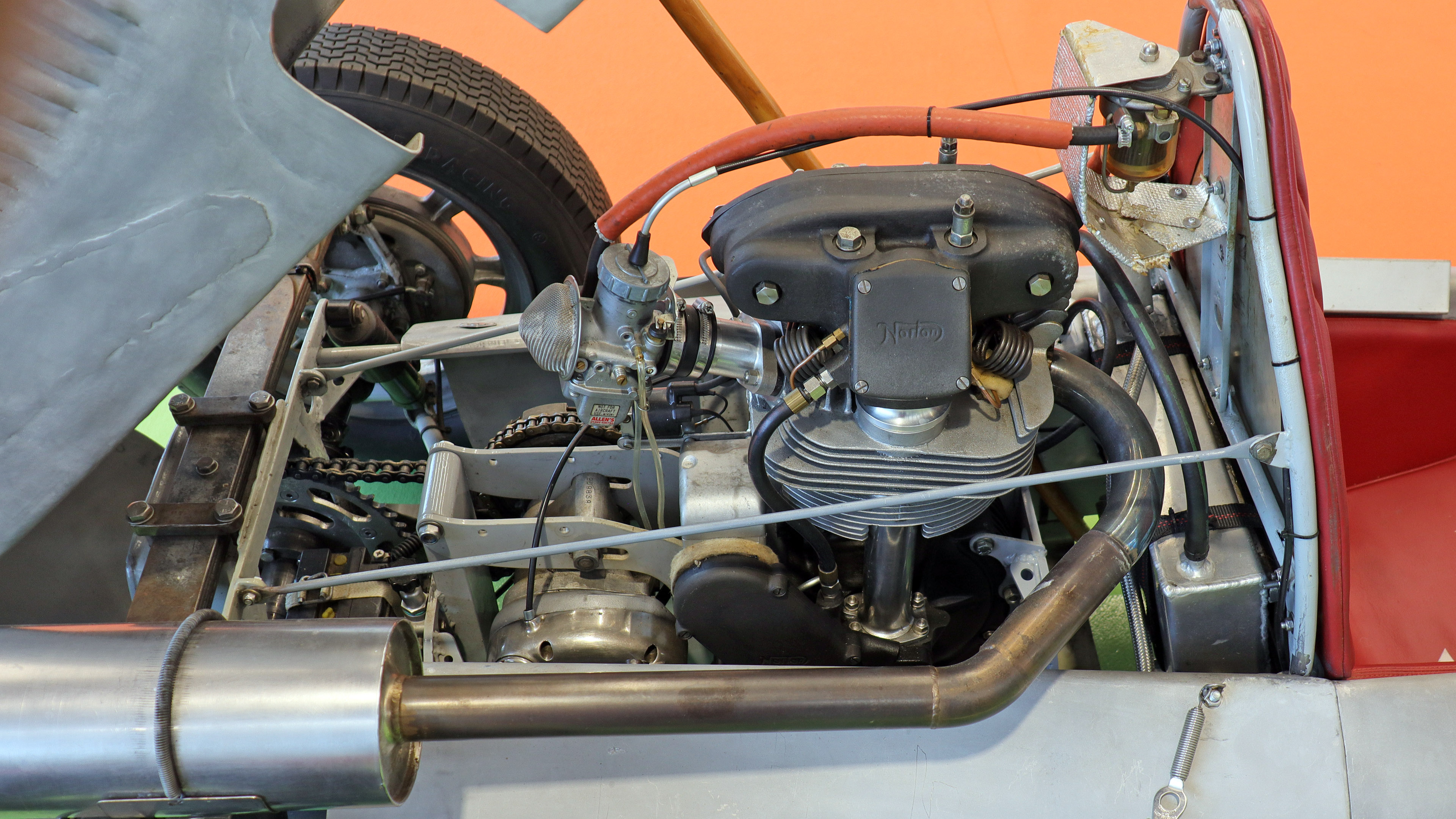
Moteur Max 500

Dans les années 1950, le règlement national anglais 500 cm³ a été adopté [Formule 3]. En France, ce furent les courses de Racer. Le moteur JAP de speedway (alimenté au méthanol) avait dominé la catégorie, mais la Manx était réputée capable de produire une puissance supérieure. Comme Norton refusait de vendre des moteurs seuls, les coureurs durent acheter des Manx complètes pour n'utiliser finalement que le moteur (à convertir au méthanol) et la boîte. Des parties-cycle de compétition (en tubes Reynolds) se retrouvèrent donc sur le marché de l'occasion.
Ces parties-cycles, revendues en occasion furent souvent équipées de moteurs d'autres marques anglaises récupérées sur des motos accidentées (l'adaptation était assez simple, il suffisait de fabriquer des platines de fixation en tôle plate).
Il y eut en particulier des moteurs d'origine Triumph  type T 100 (Speed Twin) et T 120 (Bonneville) mais aussi de BSA A50 ou A65, Enfield 700 cm3 Constellation, Voire le gros V Twin Vincent 1000 cm3 donnant naissance à des motos Hybrides (dites Bitza, d'après l'expression argotique anglaise "bitz'a this and bitz'a that" - des bouts de truc et des pièces de machin) .
Les plus abouties de ces hybrides, le plus souvent grées en "Café racer" (motos de route équipées façon course) ont été les Triton (Hybrides Norton / Triumph), Norvin (Norton + Vincent), parfois  produites semi industriellement en petites séries par des firmes spécialisées, telles Rickmann dont les motos sortaient sous la marque Métisse (en Français dans le texte).
Plus extrême encore fut la construction aux USA des voitures de course Devin : Le pilote préparateur et constructeur Bill Devin greffa carrément deux culasses de Norton Manx double arbre à cames sur la base moteur (déjà réputée très performante) du moteur bicylindre à plat Panhard Tigre. Il fallut pour ce faire modifier totalement l'entraînement des ACT, en utilisant une courroie et des poulies crantées en lieu et place des culbuteurs du moteur Panhard ou de l'arbre à renvoi d'angle du monocylindre Norton.

## Fin et renouveau
1962 est la dernière année complète pour la production Norton Manx. En juillet, AMC a annoncé le transfert de la production de Bracebridge rue Woolwich à Londres. 42 Norton Manx ont été produites entre novembre 1962 et janvier 1963. En 1966, Colin Seeley a acheté ce qui restait des pièces et outils et il a finalement vendu à John Tickle en 1969. Ce dernier a repris le nom lorsque Norton Manx a cessé sa production et a acquis une grande quantité de pièces de rechange. Il a également construit des motos de courses complètes, appelées T5 Manx (500) et T3 (350). Les deux moteurs ont couru dans un cadre conçu par Tickle mais ils ne pouvaient rivaliser avec les moteurs japonais : Tickle a vendu ses actions et droits à la fin des années 1970. Le stock a été racheté par Unity Equipe qui est spécialisée dans la production de pièces de rechange et a construit un Triton café racer complet.
En 1994, Andy Molnar a acheté les droits du nom de Manx ainsi que certains outils originaux et des pièces détachées de Unity Equipe, et les Norton Manx sont maintenant à nouveau en production complète.